# Simon Deutsch
Simon Deutsch (* 1822 in Nikolsburg, Mähren; † 24. März 1877 in Konstantinopel) war nach einer kurzen Laufbahn als Wissenschaftler des Judentums und Bibliograf ein revolutionärer Sozialist.

## Leben
Seine Eltern stammten aus Nikolsburg und er verbrachte seine Jugend in Mähren, wo er sich für das Rabbinat vorbereitete. In dieser Zeit lernte er auch Deutsch, aber nach Moritz Steinschneider, Leopold Zunz und Moritz Hartmann mit einem deutlichen jüdischen Akzent. Um 1840 war er Rabbinatskandidat und 1842 besuchte er philosophische und pädagogische Studienkurse.
Im Vormärz katalogisierte er mit dem Orientalisten Albrecht Krafft die hebräischen Handschriften der k. k. Hofbibliothek Wien und gab 1847 davon einen Katalog heraus.
Er beteiligte sich aktiv in der Wiener Revolution von 1848/49, nahm Partei für seine jüdischen Glaubensgenossen und unterzeichnete Aufrufe u. a. für Fenner von Fenneberg. 1849 in Wien zum Tode verurteilt, konnte sich jedoch durch Flucht retten. Im Ausland konnte er eine erfolgreiche kaufmännische Tätigkeit entfalten.
Während des Deutsch-Französischen Kriegs (70/71) lebte er in Wien und trieb dort eine eifrige Propaganda für die Franzosen. 1872 berichtete Graf Harry von Arnim an Bismarck, dass er eines der wichtigsten Bindeglieder zwischen der deutschen und französischen demokratischen Presse und ein gefährlicher politischer Zwischenträger sei.
1871 tauchte er wieder in Paris auf, war er im Pariser Kommuneaufstand verwickelt, erneut zum Tode verurteilt, wobei ihn nun die Intervention des österreichischen Botschafters rettete. Danach ging er nach Konstantinopel und schrieb einen Verfassungsentwurf für das Osmanische Reich.
Anfang 1874 schrieb er an Moses Hess und lernte im September desselben Jahres Karl Marx und dessen Tochter Eleanor Marx  bei einer Kur in Karlsbad kennen und trat mit ihm in Briefwechsel.
Er war ein Freund von Gambetta, Förderer der Jungtürken und eines der eifrigsten Mitglieder der Omladina. Nachdem er 1877 von ergebenen Zeitungen zum Gouverneur von Bosnien vorgeschlagen war, starb er bald darauf im Mis-siri's Hotel in Konstantinopel.
Als Autor war er Mitarbeiter bei der Sagen-Sammlung Sippurim.

## Werke (Auswahl)
- Albrecht Krafft, Simon Deutsch: Die handschriftlichen hebräischen Werke der k.k. Hofbibliothek zu Wien. Wien 1847 (books.google.de Digitalisat).
- Offener Brief an die Juden. Druck von U. Klopf sen. und A. Eurich, Wien 26. März 1848. Digitalisat
- Clubb Der Deutsche Adler (Wien), M. Bruk, Simon Deutsch, Karl Eduard Hammerschmidt, Adolph Ungár, Johann Nepomuk Bachmayr: Der deutsche Adler an die deutschen Bewohner aller Provinzen Oesterreichs: Im Namen Gottes und der heiligen Religion! Heißgeliebte Brüder und Mitbürger! Wir bitten und beschwören Euch, denkt nicht, ehe Ihr diese Zeilen gelesen … Wien 1848. Digitalisat
- Die letzten Tage und der Tod Robert Blum's. Eine Denkschrift an das deutsche Volk von den Wiener Flüchtlingen: Deutsch, Adolf Franckel, Gritzner jun., Kolisch und Pokorny. Leipzig 1848. Digitalisat
- Franz Gräffer, Simon Deutsch (Hrsg.): Jüdischer Plutarch oder biographisches Lexicon der markantesten Männer und Frauen jüdischer Abkunft. Wien 1848 (Reprint Olms, Hildesheim 1975).